# Sudesh Fitzgerald
Sudesh Fitzgerald (Georgetown, 8 augustus 1986) is een Guyaanse darter die toernooien van de PDC speelt.

## Carrière
In 2008 wist Fitzgerald de Caribbean and South American Masters te winnen. Daarmee kwalificeerde hij zich voor het PDC World Darts Championship 2009. Hij verloor in de voorronde van Charles Losper met 4-6.
In 2023 was Guyana voor het eerst vertegenwoordigd op de World Cup of Darts. Fitzgerald mocht met Norman Madhoo uitkomen voor zijn thuisland, omdat zij samen de inaugurele Latin America Qualifier in Costa Rica wonnen. Op de World Cup, die plaatsvond in juni te Frankfurt am Main, verloor het duo in de groepsfase van de koppels uit Australië en Gibraltar. In augustus verloor Fitzgerald de Championship Darts Latin America and Caribbean World Championship Qualifier 1 van landgenoot Norman Madhoo met 6-3.
Op de World Cup of Darts 2024 kwam Fitzgerald wederom uit voor zijn thuisland met Norman Madhoo. In de groepsfase waren de spelers uit China en Oostenrijk te sterk. Later dat jaar, in juli, behaalde de Guyanees een finale op de Championship Darts Latin America & Caribbean Tour van de PDC. In de finale was landgenoot Madhoo wederom te sterk. Deze won met 6-5. In april 2025 haalde Fitzgerald opnieuw een finale op de Championship Darts Latin America & Caribbean Tour. De Argentijn Jesús Rubén Salate ging langs hem met een uitslag van 6-5.

## Resultaten op wereldkampioenschappen

### PDC
- 2009: Voorronde (laatste 70) (verloren van Charles Losper met 4-6 in legs)